# エミリー・マキナニー
エミリー・マキナニー（Emily McInerny、女性:1973年9月5日 - ）は、オーストラリアの元プロバスケットボール選手である。

## 人物
オーストラリア国立スポーツ研究所からWNBLのダンデノン・レンジャースでプロデビュー。2004年と2005年の連覇に貢献。
バスケットボール女子オーストラリア代表にも選ばれ、2006年の世界選手権ではオーストラリアの初優勝に貢献した。